# Anjou (Montreal)
Anjou (pronunciado /ɑ̃ʒu/ en francés) es un de los diecinueve distritos urbanos de la ciudad de Montreal, en Quebec (Canadá). Antes de que entrara en vigor la reorganización municipal de Montreal en 2002, estaba formado por Anjou, una ciudad fundada en 1956 a partir de la parroquia de Saint-Léonard-de-Port-Maurice.
Anjou, situado en la intersección de la autopista 25 y de la autopista Metropolitana, forma un importante cruce comercial e industrial de la aglomeración de Montreal. Además de varios centros comerciales, se encuentra un parque industrial que cuenta más de 600 empresas. También cuenta con un lago y un club de golf.

## Historia
Hasta los años 1950, el territorio que ocuparía Anjou tenía un uso principalmente agrícola. El desarrollo urbano de la ciudad a partir de mediados de los años 1950 lo hace pasar de una pequeña parroquia de algunos centenares de personas a un distrito de varios millares de habitantes en los años 1960.
La ciudad de Anjou fue constituida el 23 de febrero de 1956, como consecuencia de la separación de la parroquia Saint-Léonard-de-Port-Maurice y de la parroquia de la Longue-Pointe; el territorio de la parroquia de Saint-Léonard-de-Port-Maurice pasó a ser el nuevo municipio de Anjou.
La construcción del enlace viario de Anjou donde se cruzan las autopistas 25 y Metropolitana, la creación de un enorme parque industrial y la construcción del centro comercial Les Galeries d'Anjou contribuyeron en los años 1960 a un desarrollo acelerado del territorio. El municipio de Anjou, que contaba 9 500 habitantes hacia finales de los años 1950, pasó a más de 30 000 a principios de los años 1970.
El nombre de la municipalidad es un homenaje a Anjou, provincia histórica de Francia, de donde provenían los primeros colonos, entre ellos el fundador de Ville-Marie, Jérôme Le Royer, señor de La Dauversière.
A partir de la reorganización municipal de 2002, la ciudad de Anjou se fusionó con la ciudad de Montreal y el territorio pasó a ser el distrito de Anjou. En 2004, tuvo lugar un referéndum de separación de Anjou de la Ciudad de Montreal, pero no alcanzó  el umbral mínimo de participación del 35%.

## Geografía
Su superficie es de 13,61 km² y su población, de 41 856 habitantes (en 2008).

## Política
| Alcalde          | Partido                                     | Periodo         |
| ---------------- | ------------------------------------------- | --------------- |
| Ernest Crépeault |                                             | 1956-1973       |
| Jean Corbeil     |                                             | 1973-1988       |
| Richard Quirion  |                                             | 1989-1997       |
| Luis Miranda     | Unión Montreal, posteriormente Equipo Anjou | 2002-actualidad |

## Educación
En el distrito hay varias escuelas primarias y dos escuelas secundarias de las cuales una es privada. La educación francófona está asegurado por la Comisión Escolar de Pointe de l'Île mientras que la escuela anglophone está gestionada por la EMSB. La escuela Jacques-Rousseau es la única escuela situada en el sector de Haut-Anjou

## Economía
Anjou es el principal núcleo comercial e industrial del Este de la Isla de Montreal. A nivel comercial, destaca el imponente centro comercial Les Galeries d'Anjou, entre otros comercios. A nivel industrial, cuenta con numerosas industrias en el barrio industrial al noreste del redondeo. Es el emplazamiento de la sede social de varias empresas, como el Grupo Marie-Claire, Vadeboncoeur y CEC así como del centro de distribución de Brick.

## Población
| Lengua           | Población | Porcentaje (%) |
| ---------------- | --------- | -------------- |
| Francés          | 31,370    | 77,45 %        |
| Inglés           | 3,260     | 8,04 %         |
| Francés e inglés | 440       | 1,09 %         |
| Otras lenguas    | 5,440     | 13,43 %        |